# Leandra lima
Leandra lima är en tvåhjärtbladig växtart som först beskrevs av Louis Auguste Joseph Desrousseaux, och fick sitt nu gällande namn av Walter Stephen Judd och James Dan Skean. Leandra lima ingår i släktet Leandra och familjen Melastomataceae. Inga underarter finns listade i Catalogue of Life.